# Stade Tomás Adolfo Ducó
 (mai 2025).
Si vous disposez d'ouvrages ou d'articles de référence ou si vous connaissez des sites web de qualité traitant du thème abordé ici, merci de compléter l'article en donnant les références utiles à sa vérifiabilité et en les liant à la section « Notes et références ».
Le stade Tomás Adolfo Ducó est un stade de football inauguré en 1949 et situé à Buenos Aires en Argentine. 
Il accueille les matchs à domicile du club de l'Atlético Huracán, évoluant en première division. Il a une capacité de 48 314 spectateurs.